# Романовский, Михаил Александрович
Михаил Александрович Романовский (род. 28 июля 1947, Орша, Витебская область) — российский политический деятель. Член Совета Федерации Федерального Собрания Российской Федерации от Сахалинской области.

## Биография
Окончил Дальневосточное высшее инженерное морское училище им. адмирала Г. И. Невельского.
В 1995 г. на выборах в Государственную Думу был выдвинут избирательным объединением «Всероссийское общественно-политическое движение транспортников» кандидатом по Сахалинскому округу № 160. Выборы проиграл, набрав 8,8 % голосов.
С 1995 года — президент Союза российских судовладельцев. В 1995 году стал директором АО «Балтийское морское пароходство».
В декабре 1996 года решением арбитражного суда назначен конкурсным управляющим АО «Балтийское морское пароходство». В 1998 году сложил с себя полномочия конкурсного управляющего АО «БМП», оставшись членом Совета директоров АО «БМП». В мае 2001 года избран председателем Совета директоров ОАО «Сахалинское морское пароходство».

### Совет Федерации
Депутат Совета Федерации Федерального Собрания Российской Федерации первого созыва от Сахалинской области с января 1994 по январь 1996, избран 12 дек. 1993 по Сахалинскому двухмандатному избирательному округу № 65.
Был членом Комитета СФ по бюджету, финансовому, валютному и кредитному регулированию, денежной эмиссии, налоговой политике и таможенному регулированию.